# مسجد الأسعدي
الجامع الأسعدي طرابلس
يقع في محلّة التربيعة، مئذنته سداسيّة الأضلاع غير مكتملة، بناه علي باشا الأسعد المرعبي في بدء ولايته على طرابلس عام 1240هـ/1824م، وأقامه على أنقاض دار آل غريّب كما تذكر مصادر تاريخية متعددة. فقد ذكر نوفل نوفل في مخطوطه «كشف اللثام...» ما يأتي عن قصة بناء هذا الجامع: «وتقلّب عدّة ولاة على طرابلس.. ومنهم سليمان باشا العظم 1824 وهو الذي هدم دار بني غريب ودكّها إلى الأرض... وفي سنة 1825م/ 1242هـ توجّهت ولايتها مع رتبة المير ميرانية على علي بك الأسعد فصار يلقّب بعلي باشا، وكان له أخ من أجلاف البشر المتوحشين اسمه مصطفى بك فجعله متسلّماً على المدينة... أمّا أخوه علي باشا فإنه خاف لئلا يرجع بنو غريب المذكورون ويعمّروا دارهم التي خرّبها سليمان باشا العظم على ما تقدّم، فبنى منارة على قبو سفلي لم يبقَ غيره من بنائها القديم وجعله جامعاً اشتهر باسم الجامع الأسعدي وأحضر بذلك فرماناً...».
بنى علي باشا الأسعد الجامع إذاً على أنقاض دار نعمة الله غريب، مساعد خصمه مصطفى آغا بربر، بعد أن كان سليمان باشا العظم قد هدمها في مدّة ولايته على طرابلس عام 1824م. ونستدلّ على ذلك من الشكوى التي تقدم بها آل غريب من مجلس شورى طرابلس في مدة حكم إبراهيم باشا المصري عليها عام 1251هـ/1838م وقد جاء في مقدمتها ما نصّه:
"مذاكرة بمجلس شورى طرابلس الشام:
في 15 شوال سنة 1251 تقدم عرضحال من أولاد إلياس غريب مضمونه لا يخفى حضراتكم في خصوص بيت الداعين لجنابكم المعروف ببيت غريب فكان سابقاً أُخذ منه جانب بعد هدمه في مدة حسين بك متسلم طرابلس في مدّة ولاية سليمان باشا عظم زاده. ثم بعدها في مدّة ولاية المرحوم أسعد زاده علي باشا تحسن عنده بناء بناءه في البيت المرقوم وجعله جامعاً لإقامة الصلوة الخمس. فكل ذلك وعبيدكم مفوضين الأمر لله تعالى.. وبجانب الجامع المذكور سكن حايد عن الجامع المذكور وهو بيد هؤلاء الداعين، فيلزم لها بناء حايط يكون فاصل بينها وبين الجامع لأجل الحجر بينهما حيث أن استطراق الجامع من جهة واستطراق الشقة التي بيدنا من جهة ثانية. فنلتمس الكشف عليه لبناء حايط ليكون معلوم الوضع طولاً وعرض وكما يتحسّن لديكم تأمرون به لهؤلاء الداعين، وبعد ذلك يبقى الأمر لمن له الأمر هذا مضمون الأعراض.
قرّر جناب مفتي أفندي ما قرروه مقدمو الإعراض من حيثية هدم دارهم في مدّة عظم زاده سليمان باشا ثم وفي مدة أسعد زاده علي باشا أخذ منه جانب وجعل له منارة لأجل إن يجعله جامعاً وأن جميع ذلك وقع إستحساناً منهما. فهو حقيق وما توقع بوقتها في سكن المذكورين فهو ناشئ عن بغض نفسياً بيّن.. خالياً عن مراعاة الأصول المرعية والشريعة المحمدية كما هو مستفيض بين كافّة الناس. ثم وقد حصل لي غاية الوقوف على ما توقّع لهؤلاء المذكورين من ظلاّمتهم وتشتت حالهم في مدة المشار إليه.. وأن يكن لا نفع فيه فهو جامع صورة لكونه مأخوذ ظلماً...".
وتذكر المصادر التاريخية أن الدولة العثمانية لم تأذن بالصلاة في الجامع الأسعدي لأنه مخالف للنصوص الشرعية[4]، ونحن نرجّح ذلك لأن سجلات المحكمة الشرعية في طرابلس لا تضمّ أية وثيقة تفيد عن تعيين موظفين لهذا المسجد، من خطيب أو إمام الخ...
وقد بقي هذا المسجد مهجوراً إلى فترة قريبة من يومنا هذا، حيث قام الحاج عبد الجواد فارس شرف الدين بإعادة بناءه سنة 1981، كما نتبين من اللوحة الرخامية الموضوعة بأعلى مدخله، وقد جاء فيها: «مسجد شرف الدين أسس هذا المسجد والي طرابلس علي باشا الأسعد المرعبي سنة 1240هـ الموافق 1824م. وجدد بناءه بفضل الله الحاج عبد الجواد فارس شرف الدين 1401هـ/1981م».